# Aleuropteryx felix
Aleuropteryx felix is een insect uit de familie van de dwerggaasvliegen (Coniopterygidae), die tot de orde netvleugeligen (Neuroptera) behoort. 
De wetenschappelijke naam Aleuropteryx felix is voor het eerst geldig gepubliceerd door Martin Meinander in 1977.